# Wendy van Dijk
Wendy van Dijk (Weesp, 22 januari 1971) is een Nederlandse actrice en presentatrice. Ze is het bekendst van het typetje Ushi en van talentenjachten als The voice of Holland en X Factor.

## Beginjaren
Van Dijk werd in 1971 in Weesp geboren als dochter van een marktkoopman. Op twaalfjarige leeftijd maakte ze haar televisiedebuut in het AVRO-programma Zoethout, niet lang daarna gevolgd door het programma Wat jij niet ziet bij dezelfde omroep. Ze besloot een danscarrière na te streven en volgde een opleiding aan de dansschool van Barry Stevens, die ze in korte tijd afrondde. Aansluitend danste ze onder meer in een show van Lee Towers en reisde ze als danseres drie jaar rond met de André van Duin Revue. Na haar werk voor Van Duin werd ze aangenomen als danseres bij Haddaway, die over de hele wereld reisde.

## Televisie
Halverwege de jaren negentig keerde Van Dijk terug bij de televisie, aanvankelijk als assistent in het programma Wie ben ik?, waarna ze voor SBS Broadcasting onder meer Over de roooie presenteerde, een programma waarin mensen op straat werden gevraagd soms wat banale opdrachten uit te voeren. Vervolgens presenteerde ze voor SBS programma's als Hart in Aktie, Shownieuws en Domino Day.

### Ushi
Een van haar succesvolste programma's was Ushi en Van Dijk, waarin het typetje Ushi Hirosaki, een wat naïeve Japanse journaliste, bekende personen interviewde. Van het programma werden vervolgseries gemaakt in combinatie met Ushi en andere types zoals Dushi en de familie Leenders. Deze typetjes zijn niet onomstreden en worden door sommigen gezien als racistisch.

### RTL
In 2006 maakte Van Dijk een overstap naar RTL, waarvoor ze dat jaar kandidaat was in Dancing on Ice. Vanaf seizoen 2006/2007 presenteerde ze X Factor en een jaar later was ze co-presentator van Idols 4. Vanaf oktober 2007 presenteerde Van Dijk Wendy: heel Holland helpt op RTL 4. Hierin kregen 400 mensen elk 1000 euro om daarmee andere mensen te helpen. Eind 2007 presenteerde Van Dijk samen met Irene Moors het tweedelige Doe een wens, in samenwerking met de Make-A-Wish Foundation. In 2008 ging ze het programma Million Dollar Wedding presenteren. Daarnaast presenteerde ze, samen met Martijn Krabbé, een tweede seizoen X Factor.
Op 2 oktober 2009 verscheen ze als de Antilliaanse weervrouw Lucretia Martina in De Wereld Draait Door. Later in het programma werd onthuld dat het een typetje van Wendy van Dijk was. In oktober 2009 kwam Van Dijk met een vervolg op Ushi en Van Dijk, in de vorm van het programma Ushi & Dushi, waarin ze opnieuw als Lucretia Martina te zien was. Een jaar later kwam ze met een nieuw typetje: de Amsterdamse Loes. Het programma Ushi & Loesie was vanaf oktober 2010 te zien op RTL 4.
In november 2010 assisteerde ze Martijn Krabbé met het presenteren van de liveshows van The voice of Holland en in 2011 presenteerde Van Dijk een nieuwe reeks van X Factor. Hetzelfde jaar verzorgde ze opnieuw delen van de presentatie van The voice of Holland. Verder was zij met nieuwe typetjes te zien in Ushi & The Family en presenteerde zij Obese. Sinds 2011 presenteerde Van Dijk samen met Martijn Krabbé volledig The Voice of Holland. En sinds 2012 ook The Voice Kids. Sinds 2011 heeft Van Dijk een vaste rol in Moordvrouw als Fenna Kremer en in 2013 en 2014 presenteerde ze een nieuwe versie van Wie ben ik?, het programma waarmee ze in 1990 doorbrak. Sinds 2015 presenteert Van Dijk samen met Johnny de Mol de talentenjacht Superkids. Sinds het najaar van 2015 presenteert Van Dijk het programma Diagnose Gezocht. In het najaar van 2016 presenteerde Van Dijk in samenwerking met Jonas Van Geel eenmalig de pilot-aflevering van Holland-België. In 2017 presenteerde Van Dijk samen met Chantal Janzen het zaterdagavondprogramma Janzen & Van Dijk. Ook kwam Van Dijk in 2017 voor een tweede keer terug met Wie ben ik?.

### SBS
In januari 2019 werd bekendgemaakt dat Van Dijk de overstap maakt van RTL 4 naar SBS6. Haar contract bij RTL liep in juni 2019 af. Vanaf september 2019 was Van Dijk te zien bij SBS6 waarbij ze de programma's Dance Dance Dance, Flirty Dancing en Superkids presenteerde. In 2020 was Van Dijk als presentatrice te zien bij de programma's Wie het laatst lacht, Hart in Aktie, We Want More en Wie van de Drie. In oktober 2021 presenteerde ze met Jan Versteegh De Dansmarathon.

## Overige activiteiten
Van Dijk speelde rollen in films als Sciencefiction (2003), In Oranje (2004) en in 2007 had ze een van de hoofdrollen in Alles is Liefde.
Sinds 2015 maakt Van Dijk een eigen glossy, Wendy Magazine. Het werd in vakkringen aanvankelijk niet bijzonder goed ontvangen, hoewel de oplage goed was. Eind 2015, begin 2016 vonden er enkele organisatorische wijzigingen plaats en werden nieuwe medewerkers aangetrokken, waaronder Goedele Liekens en Freek Vonk. In januari 2020 werd bekend dat het magazine alleen nog specials zou uitbrengen.
In september 2018 richten Van Dijk en ondernemer Robbert Boekema het bedrijf Disq Mobile Gym Nederland op. In juni 2020 werd het bedrijf failliet verklaard. Een aantal weken later werd een doorstart aangekondigd. In september 2021 oordeelde Rechtbank Gelderland dat Van Dijk medeschuldig is aan het faillissement van het bedrijf.
In oktober 2021 deed Van Dijk mee aan het televisieprogramma Het Jachtseizoen van StukTV op SBS6, waarin ze samen met Najib Amhali een duo vormde. Ze wisten uiteindelijk te ontsnappen.
In 2025 was Van Dijk te zien als verteller in The Passion. In datzelfde jaar deed ze mee als dragqueen aan het televisieprogramma Make Up Your Mind waar ze op de tweede plaats eindigde. Ook deed Van Dijk in 2025 samen met Martien Meiland mee aan het televisieprogramma Code van Coppens: De wraak van de Belgen en was ze samen met Johnny de Mol en Dyantha Brooks deelneemster aan het televisieprogramma Marble Mania.

## Privéleven
Van Dijk beviel in 2003 van een zoon uit een relatie met Volumia!-zanger Xander de Buisonjé. In 2010 beviel ze van een dochter uit een relatie met programmadirecteur Erland Galjaard, met wie ze in september 2014 trouwde.

## Erkenning
In 2000, 2003, 2004 en 2005 kreeg Van Dijk de Zilveren Televizier-Ster voor beste televisievrouw en in 2003 ontving ze bovendien de 'Gouden Televizier-Ring' voor het programma Hart in Aktie. In 2019 maakte ze bekend dat haar 'Televizier-Ring' gestolen zou zijn. In 2006 was ze uitgesloten van deelname omdat een presentator of presentatrice volgens de reglementen maximaal drie achtereenvolgende jaren de Zilveren Televizier-Ster kan winnen. In 2007 werd ze wel weer genomineerd, maar won hem niet. In 2012 won ze opnieuw de 'Gouden Televizier-Ring', ditmaal met het programma The voice of Holland. Daarnaast werd ze ook in 2002, 2007, 2011, 2012 en 2013 genomineerd voor de Zilveren Televizier-Ster, maar die won ze niet.

## Films en televisie
| Film                        | Film                                   | Film                                                        | Film                                       |
| Jaar                        | Productie                              | Rol                                                         | Opmerkingen                                |
| --------------------------- | -------------------------------------- | ----------------------------------------------------------- | ------------------------------------------ |
| 2001                        | Ushi Says: Hi!                         | Ushi Hirosaki                                               |                                            |
| 2002                        | Science Fiction                        | Rachel Decker                                               |                                            |
| 2003                        | Liever verliefd                        | Suzan                                                       |                                            |
| 2004                        | In Oranje                              | Sylvia van Leeuwen                                          |                                            |
| 2007                        | Alles is Liefde                        | Klaasje van Ophorst                                         |                                            |
| 2013                        | Ushi must Marry                        | Ushi Hirosaki                                               |                                            |
| Televisie                   |                                        |                                                             |                                            |
| Jaar                        | Productie                              | Rol                                                         | Opmerkingen                                |
| 1995                        | Flodder                                | Vriendin van Kees                                           | Afl. Van de wereld                         |
| 1999                        | Spangen                                | Tamara                                                      | Afl. Kinderwerk                            |
| 1999-2002                   | Ushi en Van Dijk                       | Ushi Hirosaki                                               | Vaste rol                                  |
| 2000                        | Wildschut & De Vries                   | Anita                                                       | Afl. Onbekend                              |
| 2005                        | Baantjer                               | Hellen Berendsen                                            | Afl. De Cock en de moord op de missionaris |
| 2009                        | Ushi & Dushi                           | Ushi Hirosaki & Lucretia Martina ('Dushi')                  | Vaste rollen                               |
| 2009                        | De TV Kantine                          | als zichzelf                                                | Afl. Ja, ik wil...?                        |
| 2010                        | Ushi & Loesie                          | Ushi Hirosaki & Loes Knapperd ('Loesie')                    | Vaste rollen                               |
| 2011-2012                   | Ushi & The Family                      | Ushi Hirosaki & Gerda, Bo en Betsie Leenders ('The Family') | Vaste rollen                               |
| 2012-2018                   | Moordvrouw                             | Fenna Kremer                                                | Vaste rol                                  |
| Televisie als presentatrice |                                        |                                                             |                                            |
| Jaar                        | Programma                              | Zender                                                      | Opmerkingen                                |
| 1996-1997                   | Over De Roooie                         | SBS6                                                        | Samen met Matthias Scholten                |
| 1997-1998                   | Broodje Aap Show                       | SBS6                                                        |                                            |
| 1998-2004                   | Domino Day                             | SBS6                                                        | Samen met Hans Kraay jr.                   |
| 2000-2006, 2020-2021        | Hart in Aktie                          | SBS6                                                        |                                            |
| 2003-2004                   | Shownieuws                             | SBS6                                                        |                                            |
| 2006-2011                   | X Factor                               | RTL 4                                                       | Samen met Martijn Krabbé                   |
| 2007-2008                   | Idols                                  | RTL 4                                                       | Samen met Martijn Krabbé                   |
| 2007                        | Wendy: Heel Holland Helpt              | RTL 4                                                       |                                            |
| 2007-2009                   | Doe een Wens                           | RTL 4                                                       | Samen met Irene Moors                      |
| 2008                        | Million Dollar Wedding                 | RTL 4                                                       |                                            |
| 2010-2019                   | The Voice of Holland                   | RTL 4                                                       | Samen met Martijn Krabbé                   |
| 2011-2015                   | Obese                                  | RTL 4                                                       |                                            |
| 2012-2019                   | The Voice Kids                         | RTL 4                                                       | Samen met Martijn Krabbé                   |
| 2013, 2017-2019             | Wie ben ik?                            | RTL 4                                                       |                                            |
| 2015-2016, 2019             | Superkids                              | RTL 4 / SBS6                                                | Samen met Johnny de Mol                    |
| 2015                        | Diagnose Gezocht                       | RTL 4                                                       |                                            |
| 2016                        | Holland-België                         | RTL 4 / VTM                                                 | Samen met Jonas Van Geel                   |
| 2016                        | De Nationale Gezondheidstest           | RTL 4                                                       | Samen met Ruben Nicolai                    |
| 2017                        | Janzen & Van Dijk                      | RTL 4                                                       | Samen met Chantal Janzen                   |
| 2018                        | RTL Gezondheidstest                    | RTL 4                                                       | Samen met Ruben Nicolai                    |
| 2018                        | The Voice Senior                       | RTL 4                                                       | Samen met Martijn Krabbé                   |
| 2018                        | This Time Next Year                    | RTL 4                                                       |                                            |
| 2019                        | Flirty Dancing                         | SBS6                                                        |                                            |
| 2019                        | Dance Dance Dance                      | SBS6                                                        | Samen met Jandino Asporaat                 |
| 2020                        | Wie het laatst lacht...                | SBS6                                                        | [ 26 ]                                     |
| 2020-2021                   | We Want More                           | SBS6                                                        | Samen met Johnny de Mol                    |
| 2020-heden                  | Wie van de Drie                        | SBS6                                                        |                                            |
| 2021                        | Ik neem je mee                         | SBS6                                                        |                                            |
| 2021                        | De Dansmarathon                        | SBS6                                                        |                                            |
| 2021                        | Cupido ofzo                            | SBS6                                                        | Samen met Leonie ter Braak                 |
| 2021-2022                   | Wie kent Nederland?                    | SBS6                                                        |                                            |
| 2022                        | Samen in actie voor Oekraïne           | NPO 1 / RTL 4 / SBS6                                        | Een van de presentatoren                   |
| 2022                        | Liedje op het eerste gezicht           | SBS6                                                        | Samen met Edsilia Rombley                  |
| 2022                        | De Grote Gezondheidsquiz               | SBS6                                                        |                                            |
| 2023                        | Ministars                              | SBS6                                                        | Samen met Britt Dekker                     |
| 2023                        | Help de slachtoffers van de aardbeving | NPO 1 / RTL 4 / SBS6                                        | Een van de presentatoren                   |
| 2024-heden                  | 3 Minutes of Fame                      | SBS6                                                        |                                            |
| 2024-heden                  | De beste wensen                        | SBS6                                                        | Een van de presentatoren                   |
| 2025                        | The Passion                            | NPO 1                                                       | Als de verteller                           |